# Lobodromia guatemalae
Lobodromia guatemalae är en kackerlacksart som först beskrevs av Henri Saussure och Leo Zehntner 1893.  Lobodromia guatemalae ingår i släktet Lobodromia och familjen småkackerlackor.
Artens utbredningsområde är Guatemala. Inga underarter finns listade i Catalogue of Life.